# Carsan
Carsan is een gemeente in het Franse departement Gard (regio Occitanie) en telt 635 inwoners (2004). De plaats maakt deel uit van het arrondissement Nîmes.

## Geografie
De oppervlakte van Carsan bedraagt 11,8 km², de bevolkingsdichtheid is 53,8 inwoners per km².
De onderstaande kaart toont de ligging van Carsan met de belangrijkste infrastructuur en aangrenzende gemeenten.

## Demografie
Onderstaande figuur toont het verloop van het inwonertal (bron: INSEE-tellingen).